# Énergie de masse
Selon la relativité restreinte, tout système immobile (au repos), de masse m, possède une énergie de masse E, donnée par la relation d'Einstein :
E = mc2,
avec :
- E : l'énergie, en joules (J) ;
- m : la masse, en kilogrammes (kg) ;
- c : la célérité ou la vitesse de la lumière dans le vide, en mètres par seconde (par définition du mètre, c = 299 792 458 m/s).

Cette relation est appelée relation d'équivalence masse-énergie. L'énergie de masse peut être vue comme l'énergie d'un corps mesurée dans un repère dans lequel le corps est immobile.
De la relation d'équivalence masse-énergie, on déduit facilement que toute variation de masse Δm d'un système au repos correspond à une variation de son énergie de masse ΔE telle que :
ΔE = c2 Δm,
Si la masse d'un système au repos diminue, son énergie de masse diminue aussi. L'énergie ΔE est libérée par le système et fournie au milieu extérieur. Si la masse d'un système au repos augmente, son énergie de masse augmente aussi. L'énergie ΔE est alors fournie au système par le milieu extérieur.